# خوموتوف
خوموتوف (به چکی: Chomutov) شهری در منطقه اوستی ناد لابم کشور جمهوری چک است که جمعیت آن در سال ۲۰۰۷ میلادی ۴۹٫۸۱۷ نفر بوده‌است.